# Ronnie Barker
Ronald William George „Ronnie” Barker (ur. 25 września 1929 w Bedford, zm. 3 października 2005 w Adderbury) – brytyjski komik, aktor i scenarzysta.

## Życiorys
Od 1965 roku w swojej działalności współpracował z Ronniem Corbettem, wraz z którym grał w latach 1971–1987 w programie telewizyjnym The Two Ronnies, którego był także scenarzystą. Grał także w filmach i serialach komediowych, m.in. 24 godziny na dobę (Open All Hours), Odsiadka (Porridge) oraz Going Straight. Ograniczył działalność artystyczną w 1988 roku.
Czterokrotnie otrzymał, a siedmiokrotnie był nominowany do nagrody telewizyjnej BAFTA. W 1978 roku został odznaczony Orderem Imperium Brytyjskiego w randze oficera.